# 杉本京太
杉本京太（1882年9月20日—1972年12月26日），日本發明家，生於岡山縣上道郡浮田村（現岡山市），1900年在大阪市電話技術者養成所畢業，1915年製造了日文打字機。